# Bataille d'Anchialos (763)
Pour les articles homonymes, voir Bataille d'Anchialos (homonymie).
La deuxième bataille d’Anchialos (en bulgare : Битка при Анхиало) opposa le 30 juin 763 l’empire byzantin de Constantin V (r. 741-775)  à l’empire bulgare du khan Teletz (r. 762 – vers 765). La bataille eut lieu près de la ville d’Anchialos (aujourd’hui Pomorié en Bulgarie) et se termina par une nette victoire byzantine.

## De la première à la deuxième bataille d’Anchialos

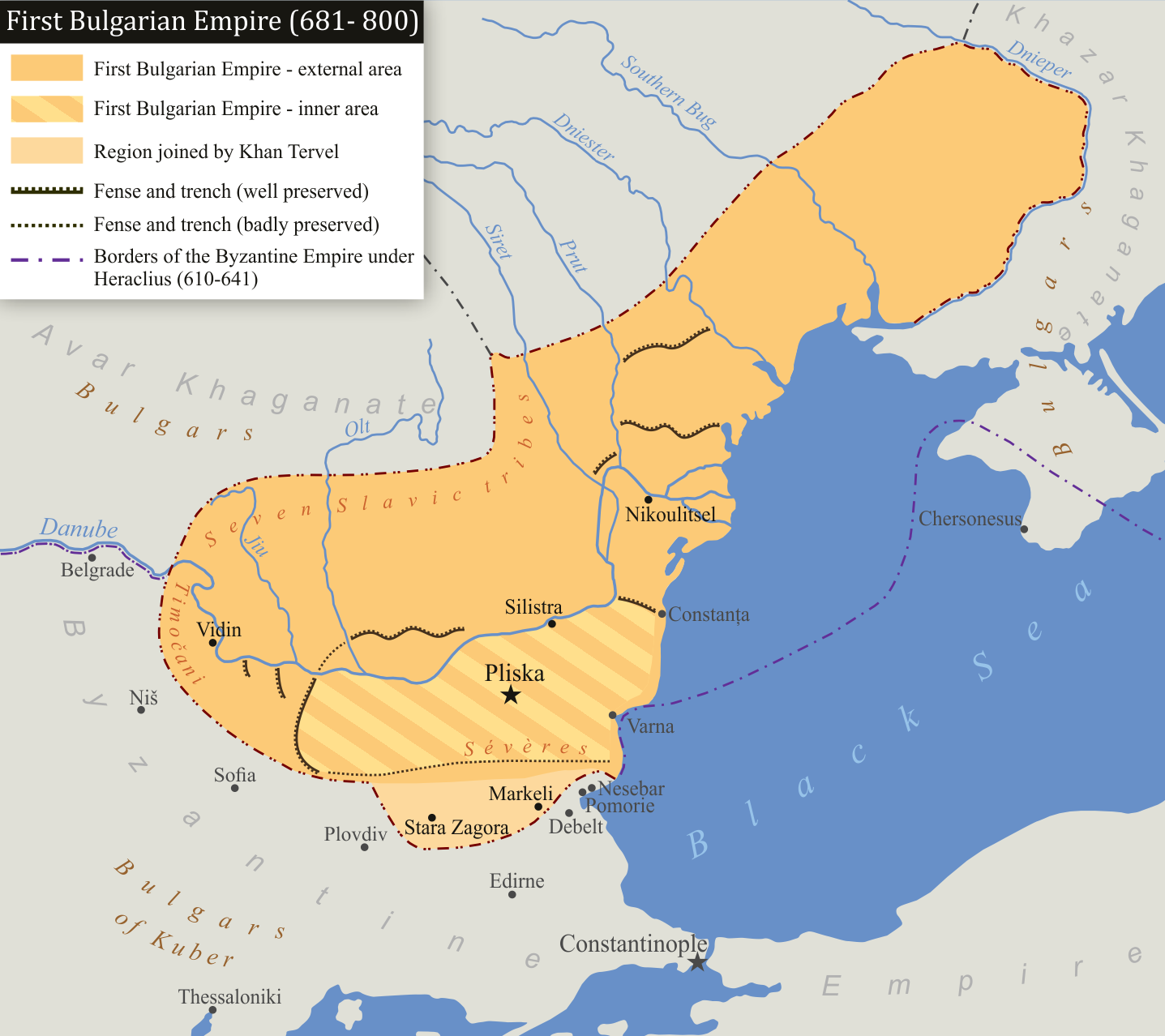
La Bulgarie durant le règne de Tervel.

La première bataille d’Anchialos avait opposé en 708 l’empire byzantin de Justinien II (r. 685 à 695; 705 à 711) au premier empire bulgare du khan Tervel (r. 701 à 718 ou de 700 à 721 selon les sources) et s’était terminée par une nette victoire bulgare. En 711, Justinien II avait dû faire appel à Tervel pour faire face à une rébellion qui, partie de Crimée, s’était bientôt étendue à l’empire et devait ultimement lui couter son trône.
Les Byzantins durent à nouveau se tourner vers Tervel en 716 lors du deuxième siège de Constantinople par les Arabes. Tervel répondit positivement à l’appel de Léon III (r. 717 – 741) et pendant que la flotte byzantine détruisait celle des Arabes, l’armée bulgare défaisait les assiégeants, tuant si l’on en croit Théophane Confesseur, 22 000 Arabes pendant le combat . Sous le règne de Constantin V (r. 741 – 775) les relations se tendirent à nouveau, l’empereur byzantin profitant d’une accalmie sur le front oriental avec les Arabes pour consolider la défense de la Thrace en y installant des populations chrétiennes venues de territoires reconquis en Orient. Considérant ce geste comme une provocation, Kormisosh (r. 737 – 754 selon la chronologie de Moskov) razzia la Thrace jusqu’au mur d’Anastase à 40 km de Constantinople. Défait par Constantin V, il dut signer un traité de paix  qui confirmait probablement les frontières actuelles . Cette défaite conduisit à sa déchéance. La guerre reprit sous son successeur, Vinekh. La campagne fut menée par Constantin V en 756 à la fois par terre et par mer; celui-ci remporta diverses victoires sur son adversaire (Bataille de Marcellae [756]), mais fut défait lors de la bataille du col de Rishki  en 759. Plutôt que de consolider son avance, le khan bulgare chercha à négocier la paix ce qui lui valut l’hostilité de la noblesse bulgare qui le massacra avec toute sa famille , .

## La deuxième bataille d’Anchialos

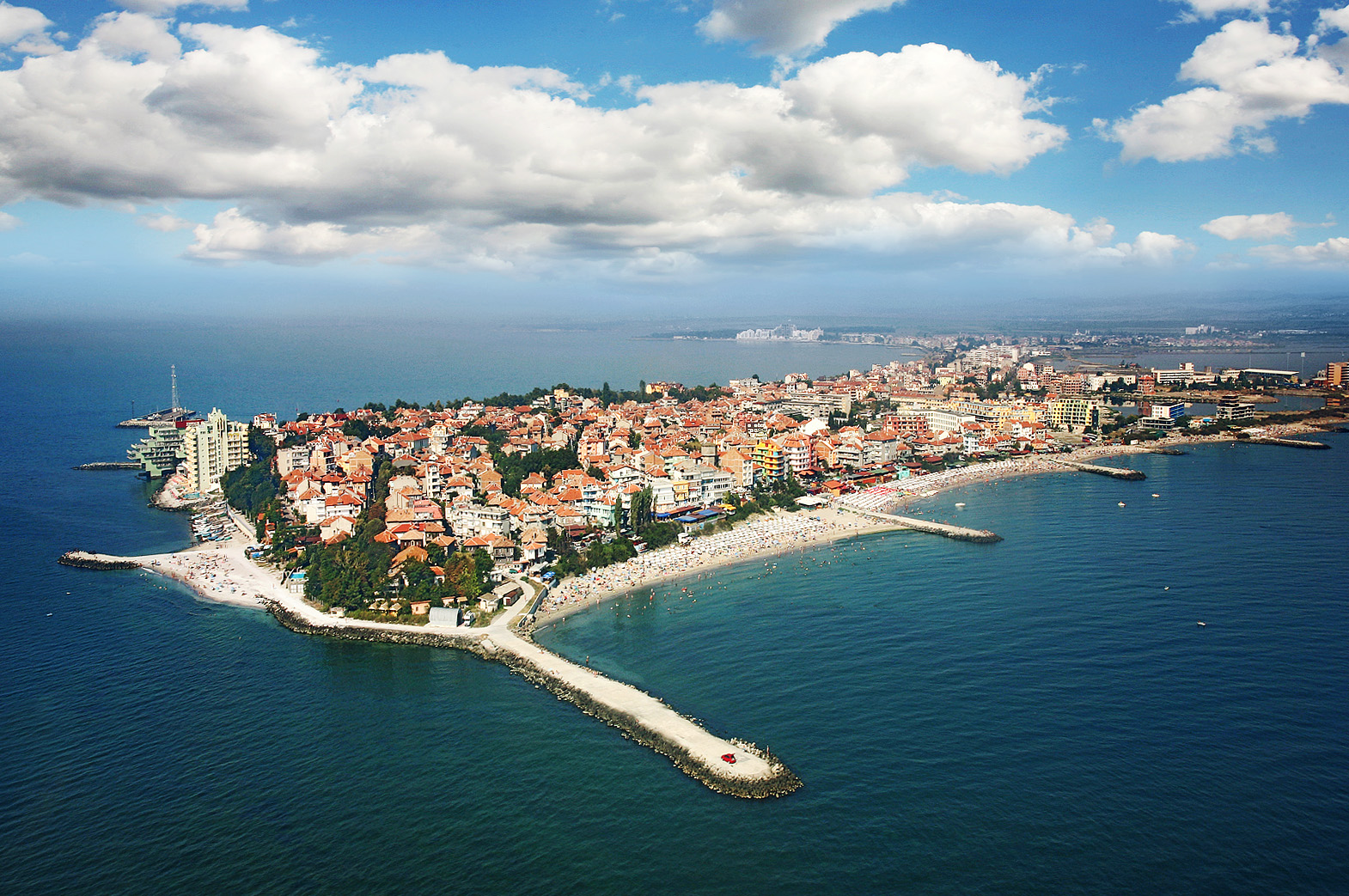
La presqu’ile de Pomorié (Anchialos) telle qu’elle se présente aujourd’hui.

Une certaine tension régnait en Bulgarie entre les masses slaves de la population et l’aristocratie paléobulgare soucieuse de maintenir sa position dominante. Teletz (r. 762 – 765), le nouveau khan, représentait l’un des partis anti-byzantins de celle-ci, celui des Boliades. L’année de l’avènement de Teletz, Constantin mena une campagne contre les tribus slaves de Thrace et de Macédoine déportant certaines vers la Bythinie bien que certaines se soient portées volontaires pour quitter cette région turbulente,.
En revanche, à la suite de sa victoire en Syrie (746), Constantin avait remplacé les Slaves de Thrace par des prisonniers syriens, car il existait encore en Thrace byzantine  des colonies de monophysites syriens,. En réponse à la construction de nouvelles forteresses le long de la frontière, le nouveau khan conduisit une armée imposante et bien organisée dans la zone frontalière entre les deux empires; Constantin V répondit en se dirigeant lui-même vers le nord à travers la Thrace. Pendant ce temps, une autre armée forte de 9 600 cavaliers en plus de l’infanterie était transportée par 800 navires vers les bouches du Danube pour prendre l’ennemi dans un mouvement de pinces qui avait déjà été utilisé avec succès lors de la bataille de Marcellae. Les deux armées firent leur jonction à Anchialos sur la mer Noire,.
Teletz commença par bloquer les cols de montagne avec ses troupes et quelque vingt mille auxiliaires slaves. Toutefois, se ravisant, il fit descendre ses troupes le 30 juin 763  dans la plaine d’Anchialos. Cette seconde bataille dura toute la journée. En fin de journée, les auxiliaires slaves abandonnèrent le khan pour se rallier à l’empereur byzantin.
Satisfait de cette victoire, qui fut probablement la plus importante de son règne, l’empereur décida de retourner à Constantinople, amenant avec lui un grand nombre de prisonniers bulgares pour y faire un triomphe au terme duquel les prisonniers furent massacrés suivant l’antique coutume romaine. 
Cette défaite scella le sort de Teletz qui fut massacré quelques mois plus tard. Pour sa part, confiant dans la stratégie adoptée jusque-là, Constantin lança en juin de l’année suivante une nouvelle attaque contre les Bulgares en reprenant la même tactique : une flotte envoyée le long de la côte, et une armée terrestre qu'il commandait lui-même. Mais cette fois-ci, il eut moins de chance : le mois suivant, sa flotte était prise dans une tempête et en grande partie détruite.

## Les suites
Constantin mena pas moins de neuf campagnes contre les Bulgares. Quoi qu’aucune ne fut décisive, leur effet cumulatif causa une grande instabilité en Bulgarie où six khans furent détrônés en raison de leurs défaites , ,.
En Bulgarie, après la chute de Teletz le pays fut le théâtre de crises incessantes où s’affrontaient les courants probyzantins et antibyzantins, l’empereur byzantin décidant par les armes en dernier recours. Ce n’est qu’en 770 lorsque Telerig (r. 768 - 777) prit le pouvoir que la Bulgarie retrouva sa puissance combattive, forçant Constantin V à reprendre ses campagnes. Se servant de la tactique du double front qui l’avait bien servi en 763, l’empereur revint à la charge en 773 au cours d’une campagne qui força Telerig à négocier la paix.
En 775, Telerig  parvint à faire révéler à l’empereur byzantin le nom de ses agents en Bulgarie, prétextant qu’il devait fuir et qu’il avait besoin d’intermédiaires pour organiser sa fuite vers Constantinople; ces agents furent promptement exterminés. Furieux, Constantin lança une nouvelle campagne contre les Bulgares. Durant celle-ci toutefois des furoncles se formèrent sur ses jambes le forçant à retourner à Constantinople. Il devait mourir pendant le voyage de retour, le 14 septembre 775. En dépit de son succès, Telerig devait se réfugier deux ans plus tard à la cour du successeur de Constantin V, Léon IV (r. 775 – 780)  où il reçut le titre de patrikios, se convertit au christianisme et épousa une cousine de l’impératrice Irène.
Même s’il n’était pas parvenu à détruire l’État bulgare ou à imposer une paix définitive, Constantin V réussit à renforcer le prestige de Byzance dans les Balkans,,.

### Sources primaires
- Bahši Iman, Džagfar Tarihy, vol. III, Orenbourg 1997.
- Nikephoros Patriarch of Constantinople, Short History, C. Mango, ed., Dumbarton Oaks Texts 10, 1990.
- Théophane le Confesseur. Chronographia. Leipzig, éd. de Boor, 2 vol., 1883-1885 (avec la transcription d’Anastase le bibliothécaire).
- Théophane le Confesseur. Chronographie : Extraits sur les Bulgares. Œuvre numérisée par Marc Szwajcer. [en ligne] http://remacle.org/bloodwolf/historiens/theophane/chronographie.htm [archive].

### Sources secondaires
- (bg) Andreev, Jordan & Ivan Lazarov, Plamen Pavlov, Koj koj e v srednovekovna Bălgarija, Sofia 1999.  (ISBN 978-9-544-02047-7).
- (fr) Aslanian, Dimitrina, Histoire de la Bulgarie de l'Antiquité à nos jours, Versailles, Trimontium, 2004, 2e éd.,  (ISBN 2-9519946-1-3).
- (en) Bury, J.B. A History of the Late Roman Empire (395-800), London, 1930 [1889].
- (fr) Castellan, Georges et Marie Vrinat-Nikolov. Histoire de la Bulgarie : Au pays des Roses, Armeline, 2008,  (ISBN 978-2-910-87832-0).
- (en) Crampton, R.J. A Concise History of Bulgaria, Cambridge, Cambridge University Press, 2012,  (ISBN 0-521-61637-9).
- (en) Curta, Florin. Southeastern Europe in the Middle Ages, 500–1250. Cambridge: Cambridge University Press, 2006.  (ISBN 978-0-521-81539-0).
- (en) Jenkins, R.J.H. Byzantium: The Imperial Centuries, AD 610-1071, Weidenfeld & Nicolson, 1966.  (ISBN 978-1-299-74562-9).
- (bg) Moskov, Mosko. Imennik na bălgarskite hanove (novo tălkuvane), Sofia 1988. OCLC 1015022939.
- (en) Runciman S., A History of the First Bulgarian empire, Londres, G.Bell & Sons, 1930.
- (en) Treadgold, Warren. The Middle Byzantine Historians. Londres, Palgrave Macmillan, 2013.  (ISBN 978-1-137-28085-5).
- (en) Treadgold, Warren. A History of the Byzantine State and Society. Stanford (Californie), Stanford University Press, 1997.  (ISBN 9780804726306).
- (bg) Zlatarski, Vasil. Istorija na bălgarskata dăržava prěz' srědnitě věkove. Nombreuses éditions.